# I'm Stepping Out
"I'm Stepping Out" är en låt skriven och framförd av John Lennon från hans och Yoko Onos album Milk and Honey från 1984. Låten är dock skriven 1980 och handlar om hur Lennon hyllar nattlivet i New York.